# 小泉淳作
小泉 淳作（こいずみ じゅんさく、1924年10月26日 - 2012年1月9日）は、日本の日本画家、陶芸家。特定の美術団体に属さず、画壇とも距離を置いたことから「孤高の画家」と呼ばれた。

## 来歴・人物
神奈川県鎌倉市生まれ。政治家小泉策太郎の七男で、俳優小泉博は弟にあたる。慶應義塾幼稚舎、普通部を経て、慶應義塾大学文学部予科に入学。1943年、慶應義塾大学予科を中退し、東京美術学校日本画科に入学。山本丘人に師事し、1952年同学科を卒業。1944年応召となるが、結核で療養生活に入る。陸軍予備士官学校の経験からか、戦争には強烈な嫌悪感を抱いていた。
その後、デザイナーとして活動し、1954年第18回新制作展に「花火」「床やにて」が初入選。1977年第4回山種美術館賞展で「奥伊豆風景」が優秀賞を受賞。1996年から建長寺開創750年記念事業の一環として法堂の天井画の雲龍図を手がけ、2000年に完成させる。また、建仁寺慶讃800年記念行事に奉納する法堂天井画の双龍図を制作した。2004年、第14回MOA岡田茂吉賞絵画部門大賞を受賞。
2012年1月9日、肺炎のため死去。

## 家族
- 父：小泉策太郎(立憲政友会所属の政治家)
- 母：大内ふみ
- 同母弟：汪(ひろし、俳優の小泉博)
- 異母兄弟姉妹多数、詳細不明(小泉策太郎の正妻には子がいない)[3]

5歳のとき実母が急死し、東京広尾の本宅に移り住む。13歳のとき父小泉策太郎死去。

## 学歴
- 小学校：慶應義塾幼稚舎[1]
- 中学校：慶應義塾普通部[1]
- 慶應義塾予科仏文[1]
- 1943年(昭和18年) 4月 東京美術学校 入学
- 1948年(昭和23年) 4月 東京美術学校 復学[1]
- 1952年(昭和27年) 3月 東京美術学校 卒業[1]

## 師および交友関係者
- 安岡章太郎(慶應仏文予科同級生、小説家)
- 山本丘人(東京美術学校恩師)
- 平山郁夫(東京美術学校同級生、日本画家)
- 團伊玖磨(作曲家)
- 石井好子(幼稚舎同窓石井公一郎(ブリヂストン自転車)の姉、シャンソン歌手)
- 辻邦生(デザインの仕事先民生デイゼル(現UDトラックス)を通じての知り合い、小説家)
- 武谷三男(阿佐ヶ谷時代の大家の娘主宰の集まり、物理学者)
- 福田恆存(弟小泉博の紹介、劇作家)
- 田近憲三(美術評論家)
- 中川一政(陶芸仲間、洋画家)
- 星忠伸(画廊主)

## 主要作品
- 『奥伊豆風景』（山種美術館賞優秀賞・山種美術館蔵）、1977年
- 『山を切る道』（国立近代美術館蔵）、1977年
- 『新雪の鳥海山』（小泉淳作美術館蔵）、１994年
- 建長寺『雲龍図』、2000
- 建仁寺『双龍図』、2001年
- 東大寺 襖絵(鳳凰4面、飛天4面、散華4面、桜12面、蓮池16面)
- 『東大寺別当清水公照師像』、1984年

## 個人美術館

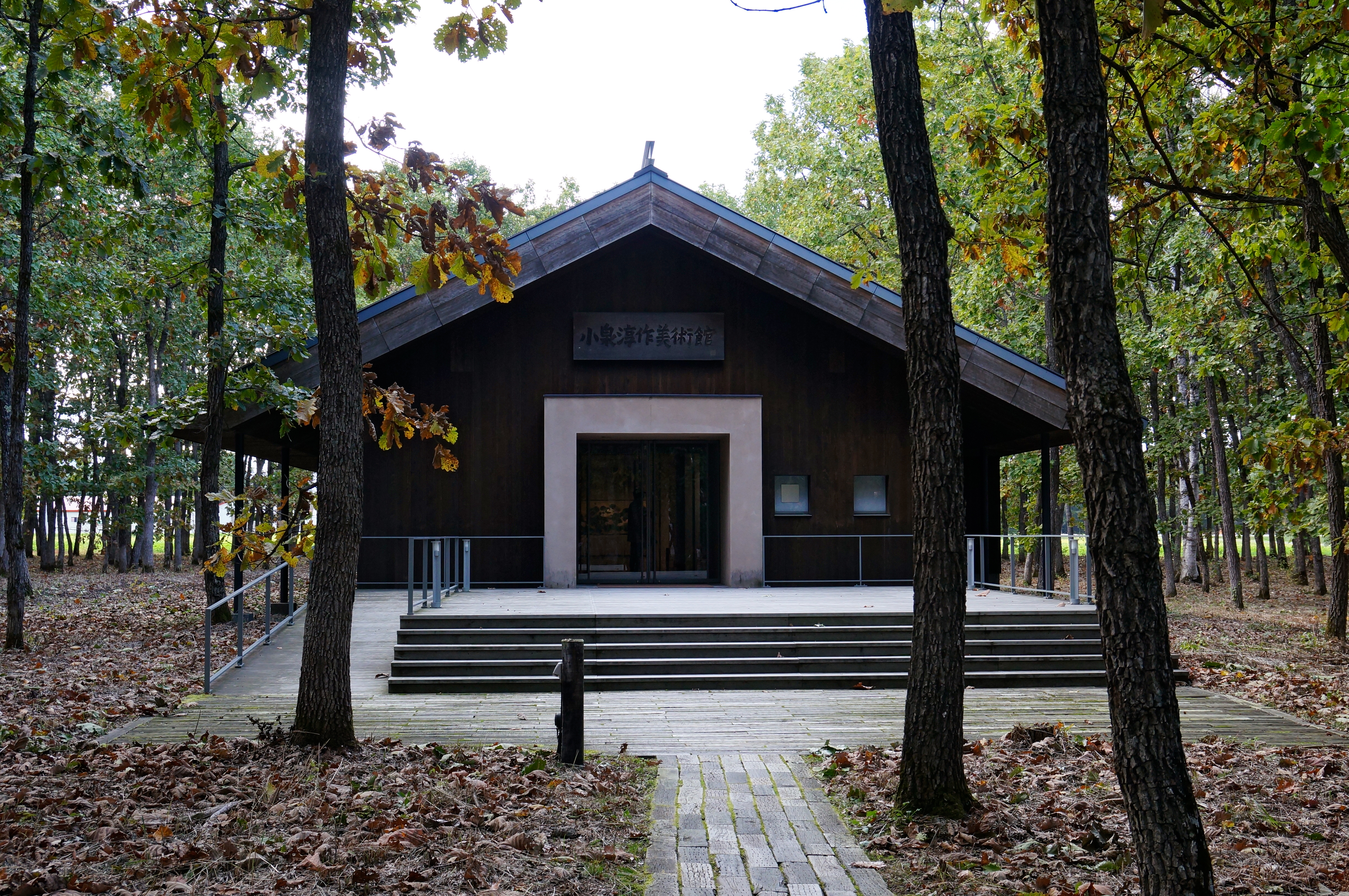
小泉淳作美術館

- 小泉淳作美術館（北海道中札内村）

## 後援者
- 横河電機(美川英二社長、内田勲社長、溝口文雄副社長、海堀周造社長)
- 六花亭製菓(北海道中札内村、小田豊社長)